# CSXコーポレーション
座標: 北緯30度20分13秒 西経81度39分41秒 / 北緯30.33694度 西経81.66139度

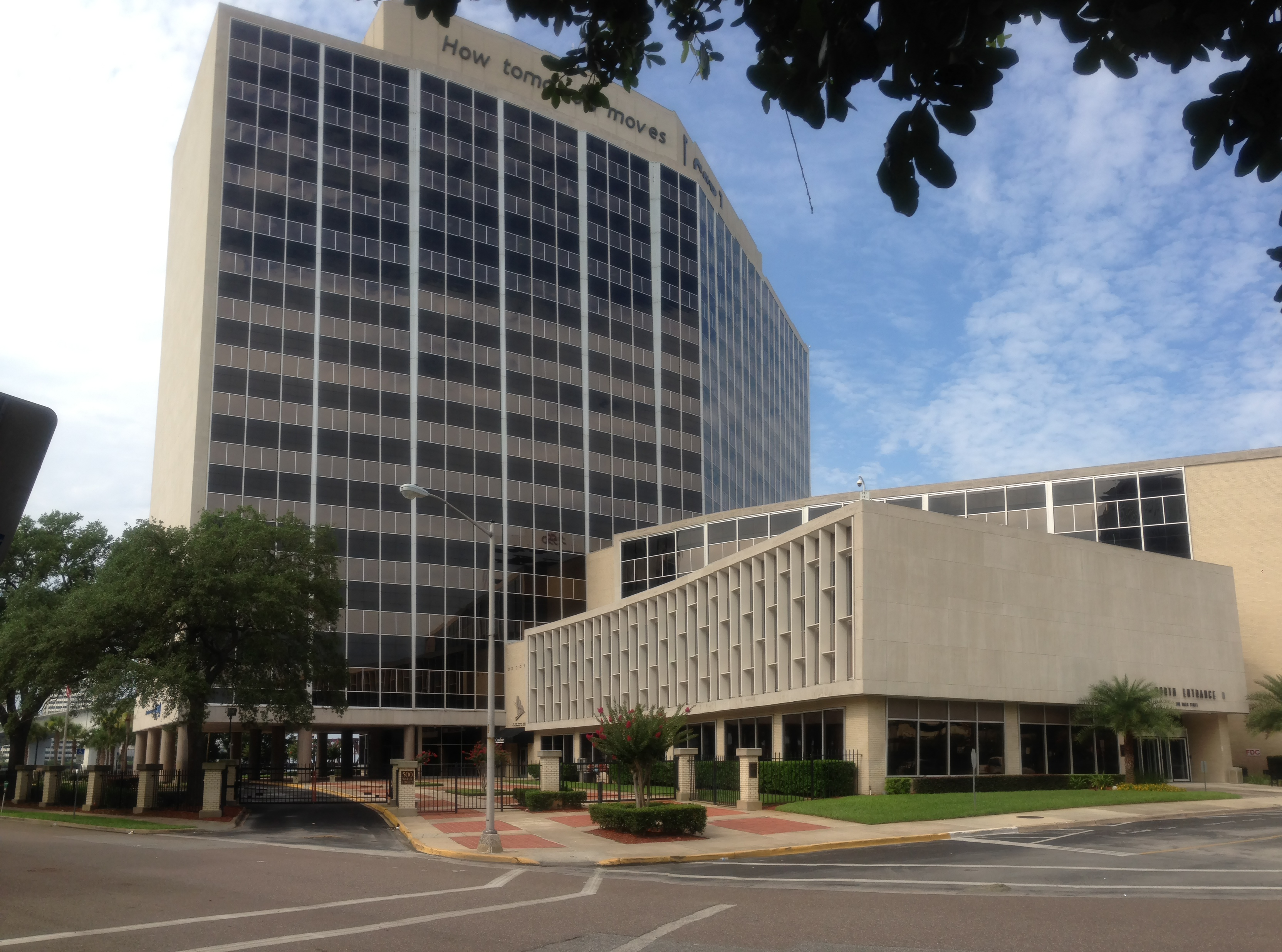
CSXコーポレーションの本部があるCSXトランスポーテーションビル（フロリダ州ジャクソンビル）

CSXコーポレーション（シーエスエックス・コーポレーション、英語: CSX Corporation）は、アメリカ合衆国フロリダ州ジャクソンビルに本社を置く、北アメリカの鉄道輸送と不動産などを主な業種とする持株会社である。

## 概要
CSXコーポレーションは、チェシー・システムとシーボード・コーストライン・インダストリーズ（Seaboard Coast Line Industries）の合併の一環として1980年に設立された。CSXのCはチェシー（Chessie）、Sはシーボード（Seaboard）から、Xは統合した（Consolidated）というような意味であった。現在CSXコーポレーションが所有している旧チェシーシステムとシーボード・コーストライン・インダストリーズのさまざまな鉄道は、1986年には最終的に単一の路線事業に統合され、CSXトランスポーテーションとして知られるようになった。
CSXコーポレーションには現在、CSXトランスポーテーション以外にも多数の子会社がある。合併後、米国バージニア州リッチモンドに拠点を置いていたCSXコーポレーションの本社は、フロリダ州ジャクソンビルに移転した。CSXはフォーチュン500の企業である。